# Trachelyopterichthys taeniatus
Trachelyopterichthys taeniatus es una especie de pez de la familia Auchenipteridae en el orden de los Siluriformes.

## Morfología
Los machos pueden llegar alcanzar los 15 cm de longitud total.

## Hábitat
Es un pez de agua dulce y de clima tropical (20 °C-25 °C).

## Distribución geográfica
Se encuentran en Sudamérica:  cuenca del río Amazonas.